# Feríz Berki
Feríz Berki (* 1. Dezember 1917 in Kotor; † 7. Januar 2006 in  Budapest) war ein ungarischer russisch-orthodoxer Pfarrer und Erzpriester. Berkis Vater war Dechant-Administrator des ungarischen orthodoxen Kirchenkreises und führender Geistlicher der ungarischen orthodoxen Marien-Kirchgemeinde von Budapest.

## Leben
Sohn Feríz absolvierte nach Erlangung seiner Hochschulreife ein Studium der griechisch-orthodoxen Theologie in Athen / Griechenland. Zum Doktor der Theologie wurde er promoviert durch eine Arbeit über die Eperjeser orthodoxe Theologie. Mit einem Ehrendoktortitel wurde er durch die Zagorsker Theologische Akademie der Russisch-orthodoxen Kirche ausgezeichnet.
Gleich nach der Beendigung des Zweiten Weltkrieges wurde er zum Geistlichen der Budapester griechisch-orthodoxen Gemeinde berufen, bald darauf wurde er Leiter des gesamten ungarischen orthodoxen Kirchenkreises. Seine erste und wichtigste Arbeit sah er in der Übersetzung der griechischsprachigen Liturgie seiner Kirche ins Ungarische. Er lieferte eine hervorragende Übersetzung des Liturgie-Buches „Liturgikon“.
Nach dem Beitritt der ungarisch-orthodoxen Kirche zum Weltkirchenrat schaltete sich Berki auch in die Arbeit und in die Leitung der ungarischen Ökumene ein. Durch seine Teilnahme an ökumenischen Veranstaltungen und die Veröffentlichungen von Vorträgen und Aufsätzen in der „Theologischen Rundschau“ und in „Der Seelsorger“ bereicherte er die Vielfalt und die Einheit der ungarischen Christen.
Seit ihrer Gründung war Berki Mitglied der Christlichen Friedenskonferenz und seit 1960 Teilnehmer der Allchristlichen Friedensversammlungen.
Nach langer Krankheit starb Feríz Berki im Januar 2006 im Alter von 88 Jahren. Die ungarischen Kirchen verabschiedeten sich von dem Kirchenmann mit einem Gedächtnisgottesdienst in der Budapester Marienkathedrale. Sein Leichnam wurde am gleichen Tag auf dem Farkasréter Friedhof zur Ruhe gebettet.

## Werke
- A magyarországi ortodox keleti egyház szervezése. Budapest 1942.
- Chronika : Királyi Mag. Egyetemi Nyomda. Budapest 1943.
- Az ortodox kereszténység. Budapest 1975.
- Az el nem ásott talentum. In: György Benyik (Hrsg.) Magyar biblikus irodalom 1900-tól 1989-ig Bibliakiadások, könyvek, kiadványok a Szentírásról. 1985.
- Die Orthodoxie in Ungarn. In: Gewissen und Freiheit; 24 (1985), 83-85, ISSN 0259-0379.